# Pavonia pedersenii
Pavonia pedersenii là một loài thực vật có hoa trong họ Cẩm quỳ. Loài này được Fryxell mô tả khoa học đầu tiên năm 1999.